# Заклади вищої освіти Хмельницької області

## Заклади вищої освіти у м. Хмельницькому
- Хмельницький інститут Міжрегіональної Академії управління персоналом[1];
- Університет Економіки та Підприємництва
- Хмельницький національний університет[2] (колишній Технологічний інститут побутового обслуговування, згодом — Технологічний університет Поділля);
- Хмельницький Університет Управління та Права (колишній Хмельницький інститут регіонального управління та права)[3];
- Хмельницький Економічний Університет;
- Хмельницький торговельно-економічний інститут;
- Відкритий міжнародний університет розвитку людини «Україна»;
- Національна академія Державної прикордонної служби України ім. Богдана Хмельницького[4];
- Хмельницька гуманітарно-педагогічна академія[5];
- Хмельницький інститут конструювання і моделювання швейних виробів.
- Хмельницький торговельно-економічний коледж КНТЕУ

## Виші ІІІ-IV рівнів акредитації у містах області
| № з/л | Повна назва вишу                                                                               | Форма власності | Адреса                                                              |
| ----- | ---------------------------------------------------------------------------------------------- | --------------- | ------------------------------------------------------------------- |
| 1     | Кам'янець-Подільський національний університет імені Івана Огієнка                             | державна        | 32300, Хмельницька обл., м. Кам'янець-Подільський, вул. Огієнка, 61 |
| 2     | Подільський державний аграрно-технічний університет                                            | державна        | 32300, Хмельницька обл., м. Кам'янець-Подільський, вул. Шевченка 13 |
| 3     | ПЗВО "Кам'янець-Подільський податковий інститут" [Архівовано 27 січня 2021 у Wayback Machine.] | приватна        | 32300, Хмельницька обл., м. Кам'янець-Подільський, вул. Годованця 1 |